# Pityriasis rosea
Pityriasis rosea (rosea fra latin: Roseus – rødlig), der også kaldes fransk rosen, er en hudsygdom med udslæt. Lidelsen er ufarlig, men kan give den angrebne noget ubehag. Typisk indledes sygdommen med fremkomsten af en enkelt større plet på huden, det såkaldte primærmelement eller "primærmedaljonen", hvorefter der 1 eller 2 uger senere kommer et udbredt udslæt på kroppen med en varighed på omkring 6 uger. Dens ætiologi er ukendt, skønt den menes at involvere en virusinfektion med herpesvirus (HHV-6 og HHV-7). Den er i almindelighed ikke smitsom,, men der er dog rapporteret små epidemiske udbrud blandt folk, der lever tæt sammen og f.eks. på militærbaser.

## Symptomer
Symptomer på denne lidelse omfatter følgende:
- En infektion i de øvre luftveje forekommer hos så mange som 68,8% af patienterne forud for de øvrige symptomer.[8]
- en enkelt, fra 2 til 10 cm oval rød plet ("primærelementet") viser sig på huden, klassisk et sted på torsoen,[1] men den kan optræde alle steder på kroppen, som f.eks. i armhulen, hvor den måske ikke observeres med det samme. Medaljon-pletten kan også ligne en samling mindre ovale pletter og derved blive mistydet som akne. I sjældne tilfælde forekommer medaljonen slet ikke.[9] Der kan ses en fin krave af hvidlige skæl i midten af pletten og pletten kan tidligt i forløbet mistænkes for at være en ringorm.[1]
- 7-15 dage efter primærelementet fremkommer et udbredt udslæt med mange røde kno-pper og pletter på huden. Pletterne er svagt røde ovaler med fine skæl, og deres størrelse kan være fra millimeter til 1-3 cm. Udslættet sidder typisk på kroppen og overarmene, svarende til det hudområde, der dækkes af en T-shirt.[1] I 6% af tilfældene ses en omvendt fordeling, hvor udslettet primært forekommer på lemmerne.[10] Sædvanligvis dannes der ikke pletter i ansigtet, men de kan dog optræde på kinderne og i hårkanten.
- Omkring hver fjerde patient med PR lider af fra mild til alvorlig kløe, som ikke er stedsbestemt og forværres, hvis den kradses. Kløen svinder typisk, efterhånden som udslettet udvikler sig, og varer normalt ikke under hele sygdomsperioden.[9]
- Det er normalt ikke at mærke andet til sygdommen end udslættet, men den kan være ledsaget af lettere feber, hævede kirtler, hovedpine, kvalme og træthed. Disse følgevirkninger kan mildnes eller afhjælpes med almindelig håndkøbsmedicin.[9]

## Diagnose
Erfarne læger kan i almindelighed stille diagnosen klinisk. Hvis diagnosen er tvivlsom, kan der tages prøver for først og fremmest at udelukke syfilis i andet stadium, men også for at afkræfte lignende tilstande som ringorm, psoriasis, eksem, medicinreaktion eller andre former for udslæt.. En biopsi a pletterne vil vise røde blodlegemer, der er trukket ud i dermal papillae og dyskeratotiske celler i læderhuden.

## Behandling
Sygdommen kræver sædvanligvis ingen behandling.
Antihistamin indtaget gennem munden eller lotion med et middelstærkt steroid kan benyttes til at mildne kløen. Steroider kan medføre, at den nye hud, der dannes efter udslættets forsvinden er længere tid om at antage samme farve som den omgivende hud.
Sæbe, fede cremer og salver er hudirriterende stoffer og bør så vidt muligt undgås.
Direkte sollys får udslættet til at forsvinde hurtigere, hvorfor behandling med ultraviolet lys har været anvendt til at fremskynde helbredelse. Sådan UV-behandling har bedst virkning i udbruddets første uge.

## Prognose
For mange patienter forsvinder tilstanden af sig selv i løbet af 3-6 uger, mens den hos andre kan vare fra to til seks måneder. Sygdommen har ingen senere bivirkninger. Hos to procent af patienterne kan sygdommen bryde ud igen senere.

## Epidemiologi
Fransk rosen forekommer i alle lande i verden. Det er estimeret, at den i USA rammer 0,13% af alle mænd og 0,14% af kvinderne. Den rammer mest typisk personer i aldersgruppen mellem 10 og 35 år og forekommer hyppigst om vinteren.